# Petr Vogel
Petr Vogel (14. května 1968 Vejprty) je český zlatník, šperkař, vysokoškolský pedagog a galerista.

## Životopis
V letech 1982–1986 vystudoval Střední odbornou šperkařskou školu v Turnově. V letech 1987–1993 pokračoval studiem na Vysoké škole uměleckoprůmyslové v Praze v ateliéru kov a šperk Vratislava Karla Nováka, kde jeho učiteli byl také profesoři Jiří Harcuba a Lubomír Růžička. Prof. Novák si ho hned po jeho absolutoriu vybral za svého asistenta.
Mezi lety 2008 a 2022 působil na Fakultě designu a umění Západočeské univerzity v Plzni, zprvu jako asistent Vratislava Karla Nováka, (který tam odešel z Prahy po svém penzionování) a po jeho smrti od roku 2014 jako jeho nástupce ve vedení ateliéru, kde byl jmenován docentem. 
Po odchodu ze školy roku 2021 založil v Praze na Malé Straně galerii Resonance, v níž 
organizuje výstavy současného autorského šperku a prodává autorský šperk českých a slovenských výtvarníků.  Je to v současné době jediná galerie svého druhu v České republice. 

## Dílo
Věnuje se tvorbě šperků; dříve pracoval zejména se stříbrem s využitím drahých kamenů. V posledních letech experimentuje také se syntetickými materiály, například s bakelitem, který v minulosti ve šperku nikdy použit nebyl. 
Roku 2016 vytvořil obřadní řetěz pro hejtmana Plzeňského kraje.

## Ocenění
V prvním ročníku soutěže designérů D. Swarovského v roce 1995 získal druhou cenu v oboru užitého umění.

## Sbírky
Svými šperky je zastoupen ve sbírkách Severočeského muzea v Liberci, Muzea Českého ráje v Turnově, Moravské galerie v Brně a v mnoha soukromých sbírkách.